# Jean-Baptiste Jamon
Jean-Baptiste Jamon est un homme politique français né à une date inconnue et mort le 23 septembre 1793 à Lyon (Rhône).

## Biographie
Procureur du roi à la viguerie de Montfaucon-en-Velay avant la Révolution, il est administrateur du département et député de la Haute-Loire de 1791 à 1792, siégeant dans la majorité.

## Sources
- « Jean-Baptiste Jamon », dans Adolphe Robert et Gaston Cougny, Dictionnaire des parlementaires français, Edgar Bourloton, 1889-1891 [détail de l’édition]